# Jean-François Boursault-Malherbe
Pour les articles homonymes, voir Boursault et Malherbe.
Jean-François Boursault, également appelé Boursault-Malherbe, né le 19 janvier 1750 à Paris paroisse Saint-Paul, mort le 25 avril 1842 dans le même ville dans l'ancien 2e arrondissement, est un acteur, un dramaturge, un directeur de théâtre, un homme d'affaires et homme politique de la Révolution française.

## Biographie
Arrière-petit-fils du poète dramatique Edme Boursault, Jean-François Boursault-Malherbe est le fils de Jean-Claude Boursault (né en 1725), un riche drapier du quartier des Innocents qui le destine au barreau, et de Marguerite-Françoise Cols. Préférant le théâtre, il quitte sa famille pour suivre une troupe ambulante où il occupe bientôt le premier rang, sous le nom de « Malherbe », emprunté au poète François de Malherbe. À Bourg-en-Bresse, il enlève la fille d'un tailleur, Jeanne Perrier, qu'il épouse en premières noces.
Le 5 décembre 1778, il débute avec succès à Paris dans Le Philosophe marié et dans La Gageure imprévue. Puis il prend la direction du Grand-Théâtre de Marseille, avant de prendre la tête de celui de Palerme, sous la protection du vice-roi de Sicile, le marquis de Caraccioli. Endetté, il s'attire la bienveillance de Ferdinand Ier, qui lui vient en aide.
Rentré en France en 1789, il s'enthousiasme pour les idées nouvelles et se lie avec le comédien Collot d'Herbois, dont il avait été le condisciple au collège. Il fait construire en moins de deux mois à Paris, passage des Nourrices, entre les rues Saint-Martin et Quincampoix, le théâtre Molière, inauguré le 18 juin 1791. Dans cette salle, il fait jouer les pièces révolutionnaires de Ronsin, notamment La Ligue des fanatiques et des tyrans. Mais le théâtre est fermé après le 10 août 1792.

### Mandat à la Convention
Boursault prend part à la journée du 20 juin 1792 au terme de laquelle les parisiens investissent le palais des Tuileries, font coiffer à Louis XVI le bonnet phrygien mais échouent à lui faire retirer son veto. La monarchie prend fin à l'issue de la journée du 10 août 1792. Les bataillons de fédérés bretons et marseillais et les insurgés parisiens prennent le palais des Tuileries. Louis XVI est destitué et incarcéré avec sa famille à la tour du Temple. 
En septembre de la même année, Jean-François Boursault est élu député suppléant de Paris, le deuxième sur huit, à la Convention nationale. Il est exclu du club des Jacobins à la fin du mois de décembre, accusé « d'avoir voulu faire égorger des patriotes par le bataillon de Marseillais qui résident à Paris ». Il est admis à siéger à la Convention le 19 mars 1793, à la faveur de la démission de Pierre-Louis Manuel et du refus de Louis-Marie Lullier, premier suppléant de Paris, de siéger. En avril, il vote contre la mise en accusation de Jean-Paul Marat au titre qu'il ne se trouve « pas assez éclairé ». En mai, il ne participe pas au scrutin sur le rétablissement de la Commission des Douze. 
Sa déconfiture incite Roland à lui confier la garde du mobilier des Tuileries, afin qu'il ait un logement et un salaire, tandis que le Club des jacobins l'exclut pour cause de banqueroute, le 30 décembre 1792. Boursault-Malherbe est admis à siéger à la Convention le 22 mars 1793 en remplacement de Pierre-Louis Manuel, démissionnaire. Il reste dans l'ombre et échappe ainsi à la proscription des girondins. Dénoncé à Robespierre pour avoir sauvé Buzot, Savary, Delahaye et Lesage après le 31 mai en les déguisant en charretiers et en les faisant conduire à Caen, il est sauvé par Collot d'Herbois, qui le fait nommer représentant en mission en Bretagne en octobre 1793, pour acheter des chevaux pour l'armée à Rennes. Toutefois, à Nantes, il se heurte à Jean-Baptiste Carrier et est accusé d'avoir profité de ses fonctions pour s'enrichir. Par son activité brouillonne et indépendante, il contrarie plusieurs fois les plans du général Hoche, dénonce le général Rossignol le 27 juillet 1794 et passe à l'armée du Nord pour y rétablir l'ordre, sans y réussir.
Envoyé en août 1794 aux armées des côtes de Brest et de Cherbourg, il destitue les maires sans-culotte de Caen et de Saint-Malo et beaucoup de partisans de la Terreur, fait libérer de nombreux suspects à Brest et à Nantes, notamment la sœur de Charette.
Il est chargé de différentes missions politiques dans l'ouest et notamment dans la Mayenne, où il tient une conduite relativement modérée. Il fait arrêter un certain nombre de terroristes à Laval, supprime la Commission militaire révolutionnaire du département de la Mayenne et réorganise le tribunal criminel, qui reprend ses fonctions le 16 octobre 1794. Il est un de ceux qui contribuèrent le plus à la mise en accusation de François Joachim Esnue-Lavallée et de ses complices. Il pacifie le département de la Mayenne jusqu'à la fin de 1794. Au commencement de 1795, il pacifie également le district de Domfront.
Puis, peu avant l'insurrection royaliste du 13 vendémiaire an IV, il est envoyé en mission dans le Vaucluse afin d'apaiser les esprits excités pendant la mission d'Étienne Christophe Maignet.

### Sous le Directoire
Le 23 vendémiaire an IV, il est élu député du Vaucluse au Conseil des Cinq-Cents. Sorti de cette assemblée au premier renouvellement par cinquième, il revient à la vie privée et rachète le théâtre Molière, relevé par l'acteur Lachapelle sous le nom de « théâtre des Variétés nationales et étrangères », où il ne joue que des traductions de William Shakespeare, Calderón, Lope de Vega, Kotzebue ou Schiller.

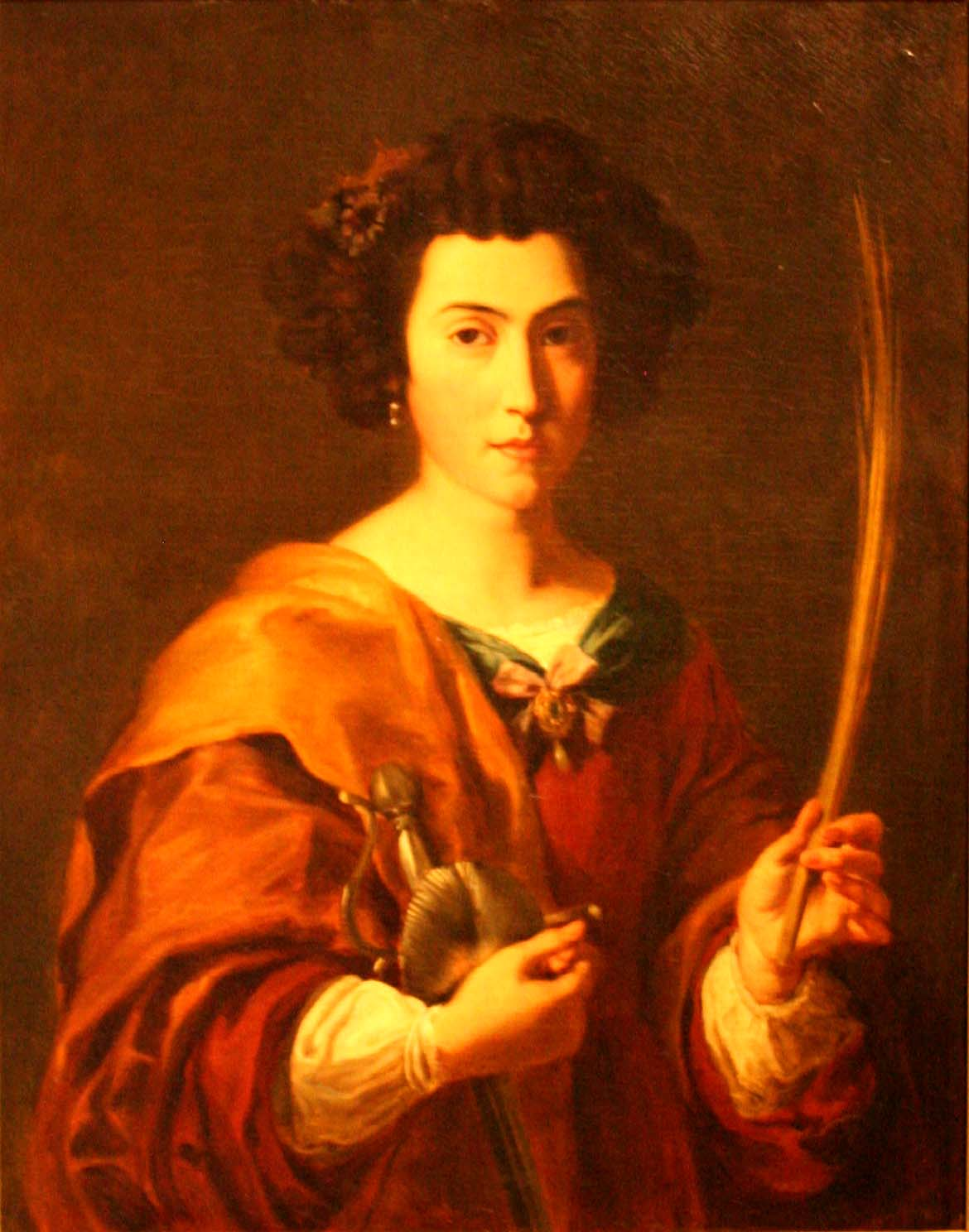
Portrait d"Alberte-Alexandrine par Delacroix

Le 21 germinal an X, Jeanne Perrier, avec laquelle il a eu deux filles, fait prononcer leur divorce à la mairie d'Yerres. Le 13 vendémiaire an XI, il épouse en secondes noces Rose-Marie-Alberthe Bocquillon, avec laquelle il a une fille, Alberte-Alexandrine, rue des Fossés-Montmartre, à Paris le 11 ventôse an XII. Une seconde fille, Léonie-Amable-Albertine, naît en 1820, l'épouse de Jean-Georges Kastner.
En 1806, il est propriétaire d'une maison de campagne à Yerres, près de Villeneuve-Saint-Georges, dont le jardin est renommé pour ses plantes exotiques.
Après le décret de 1807, il abandonne le théâtre et obtient une concession des boues et vidanges de Paris, ainsi que d'une maison de jeux, qui lui assurent une grosse fortune, grâce à laquelle il réunit une importante collection de tableaux et cultive, dans de magnifiques serres chaudes construites dans ses jardins, à Pigalle, dans le triangle formé par les rues Blanche, Pigalle et La Bruyère, les plantes les plus rares. Il introduit ainsi en France la Rosa multiflora en 1808 ou le « rosier de lady Banks » (Rosa Banksiae « alba plena ») en 1817. Il est également à l'origine de la « rose Boursault » en 1818-1820.
À l'automne 1811, Chateaubriand et Savary se rencontrent dans ces jardins.
Le 6 décembre 1821, à 17 ans, Alberte-Alexandrine se marie à Notre-Dame de Lorette avec Marie-Émile-Amédée Cozette de Rubempré, propriétaire, né à Amiens le 4 décembre 1792. Une fille, Alberte-Isidore, naît le 21 octobre 1824. Malheureuse en couple, elle devient au printemps 1829 la maîtresse de Stendhal, à qui elle inspire, partiellement, le personnage de Mathilde de la Mole dans Le Rouge et le Noir, puis de Delacroix et de Mérimée, avant de mourir à Nice le 21 octobre 1873.
En 1827, Boursault est l'un des fondateurs de la Société royale d'horticulture de Paris.
En 1830, s'occupant à nouveau de théâtre, il rachète pour trois millions de francs le privilège de l'Opéra-Comique et la salle Ventadour où il est installé, mais c'est un gouffre financier et il doit renoncer deux ans plus tard, ayant accumulé un passif de 600 000 francs. Il doit vendre ses collections, ainsi que sa maison et ses jardins de la rue Blanche. Sur l'emplacement de ses jardins sont construites des maisons de rapport dont la rue centrale a conservé le nom de rue Boursault.
Il se retire près de Versailles, dans une maison plus modeste où il poursuit ses cultures jusqu'à sa mort, à l'âge de 92 ans.

## Hommage
La rue Boursault lui rend hommage à Paris 17e.

## Œuvre
- Les Réjouissances flamandes, divertissement en proses mêlé de vaudevilles, Douai, 1779.
- Le Prix d'honneur, pièce en prose ornée de chants et de vaudevilles, Caen, 1780.
- La Cour du Palermitain, divertissement en prose, accompagné de vaudevilles, Palerme, 1782.
- Boursault à ses concitoyens, en réponse au libelle des citoyens Godfert, Reverdy, Lenoble, L'Huillier, sculpteur, Ponson, Génisson, Guérard, Josse, Dominé Sauvat, Paris, Imprimerie nationale exécutive du Louvre, 1793, 11 p.
- Sur le Système d'avilissement et de calomnie dont les ennemis de tout gouvernement ne cessent d'abreuver les députés qui ont été et sont encore au Corps législatif. Boursault à Robin-Marat, Paris, Imprimerie de C.-F. Cramer, 1796, 4 p.
- La Fille de quinze ans, comédie en 2 actes, imitée de l'anglois de Garrick (Paris, théâtre des Variétés-Étrangères, 29 novembre 1806), Paris, A.-A. Renouard, 1807, 44 p.
- Le Schall ou le Cachemire, comédie en 2 actes, imitée de l'anglais de Garrick (Paris, théâtre des Variétés-Étrangères, 23 décembre 1806), Paris, A.-A. Renouard, 1807, 44 p.
- Les Deux Klingsberg, comédie en 5 actes, imitée de l'allemand de Kotzebue (Paris, théâtre des Variétés-Étrangères, 29 décembre 1806), Paris, A.-A. Renouard, 1807, 86 p.
- Célestine, ou Amour et Innocence, comédie en 4 actes, imitée de l'allemand de Soden (Paris, théâtre des Variétés-Étrangères, 31 janvier 1807), Paris, A.-A. Renouard, 1807, 78 p.
- Aurore ou la Fille de l'enfer, comédie en 3 actes, imitée de l'allemand du comte de Saaüden, (Paris, théâtre des Variétés-Étrangères, 6 février 1807) Paris, A.-A. Renouard, 1807, 63 p.
- Le Spectre du château, drame héroïque en 3 actes, imité de l'anglais de Lewis (Paris, théâtre des Variétés-Étrangères, 25 mars 1807), Paris, A.-A. Renouard, 1807, 68 p.
- C'était moi, comédie en 1 acte, imitée de l'allemand de Kotzebue (Paris, Théâtre des Variétés-Étrangères, 25 mai 1807), Paris, A.-A. Renouard, 1807, 44 p.
- Notice sur la vie publique et privée de J-F Boursault-Malherbe, en réponse à quelques pamphlets, Paris, Imprimerie de Lebègue, 1819, 40 p.
- Observations pour servir de supplément à la Notice de M. Boursault par suite de l'appel interjeté par le sieur Bouvard, sur sa condamnation en police correctionnelle, Paris, Imprimerie de Lebègue, 1819, 80 p.
- Factum de M. Boursault contre ses calomniateurs, Paris, Imprimerie de Lebègue, 1819, 16 p.
- Affaire Boursault contre de Chalabre ; Conclusions de M. Boursault ; Aperçu de la situation de M. de chalabre avec la caisse des jeux ; Plainte du sieur Boursault sur la soustraction de 339 189 fr., Paris, 1820, 24 p.
- Indication de quelques pièces qui feront juger sur la véracité de l'auteur d'une pétition adressée à MM. les pairs de France et à MM. les députés des départements contre le fermier des jeux de Paris, Paris, Imprimerie de Vve J.-L. Scherff, 1821, 26 p.
- Considérations sur l'établissement des jeux publics, précédées d'Observations sur les jeux de hasard, Paris, Delaunay, 1824, 66 pages (signé « M. B***, ex-officier du génie »).
- Théâtre de l'Opéra-comique. Observations de l'un des propriétaires de la salle Ventadour, en réponse au discours prononcé par Monsieur le ministre du Commerce dans la séance de la Chambre des Députés du 1er mars 1832, Paris, Éverat, 1832, 7 p.
- Le Drame tel qu'il est, satire, Paris, tous les marchands de nouveautés, 1833, 15 p.
- L'Athée, sophisme, Paris, Imprimerie de Dezauche, 1833, 11 p.
- Épître à mon ami, qui se croyait athée, Paris, Imprimerie de Dezauche, 1839, 12 p.